# 霹靂布袋戲人物列表/ㄇ

## 麻常道
中陰界五大控靈家族「役魄麻氏」的老大，方臉闊頰，因天生瞎眼，被父親開通天眼觀陰魂，故雖目不能視，但卻能看見所有靈體的活動。手持羅盤，善秤人靈體之重量，以撿死靈為之安魂為業。
- 登場:霹靂戰元史之天競鏖鋒第14集
- 退場:霹靂戰元史之動機風雲第5集
- 咒術:定魂術

## 麻樂道
中陰界麻氏控靈家族的老二，肩擔兩簍金銀紙，頸繫一串紙馬，三角尖腮臉，喜裝瘋賣傻，其靈術最弱，卻懂得投以機巧欺敵。與麻常道追緝風光魂魄時，意外擒回殢無傷與薄棠，在麻我道交易下，讓二人代為出戰，替麻氏家族扳回顏面。
- 登場:霹靂戰元史之天競鏖鋒第14集
- 退場:霹靂戰元史之動機風雲第18集
- 咒術:紙馬陣

## 麻我道
役魄麻氏控靈家族老三，因擁有最強的控靈體質，故為麻氏當家，被賦予光耀門楣的企望。其貌眼簾半闔，眸中似有睛光，透露出精打細算的行事風格，且微帶黑色幽默感。以尋來風光之魂魄為條件，讓殢無傷與薄棠代為出席迢五路繒家之戰約，扳回麻家顏面。
- 登場:霹靂戰元史之天競鏖鋒第15集
- 咒術:咒馬刁魂術、定魂術

## 麻淨
麻氏控靈家族小妹，許配給絕境長城之主孤城不危，因發現丈夫外遇而為情自殺，更以魂作咒要第三者終日不得安寧，城主為此內疚、繒鳴夏自逐惡髒坑，麻淨靈體則永世不得超生。麻氏家族也因此蒙羞遭貶黜，與辟兵繒家結下不解宿怨。 
- 登場:霹靂戰元史之天競鏖鋒第18集(已亡故)

## 魔皇
本名質辛，魔族之皇，亦是他化闡提與斷滅闡提兩兄弟的父親。乃天之佛與天之厲因緣所出，為緞君衡所撫養教化。身俱佛厲兩方之血統，入苦境後統一魔族勢力，創建天閻魔城闡提一脈，卻在初代聖魔大戰中身亡，後為緞君衡策劃下復活。性格陰沉冷傲，內心潛藏著極端的仇恨之心，仇佛恨厲，讓人不寒而慄。
- 登場:霹靂戰元史之動機風雲第4集
- 武學：三災蕩璇璣、魔鑑三絕「天狼殛戰、吞天聻燄、魔蠍破運」、焠星燎雲、修羅滅

## 魔相俥
梵剎地圖指引之地停戰石的守衛棋子，外表為邪惡魔人，一旦有外人入侵會發動攻擊，配合聖象車的相剋攻勢，無限碎裂再生，唯有堪破箇中奧妙才能破之。止戰之鑰最後落入鬼覺神知手中。 
- 登場:霹靂兵燹之問鼎天下第20集

## 莫何
儒門散派宗流之人，隨侍三教仲裁官憂患深旁側的右判令，個性溫和平穩，不喜爭鬥，雖有地位名望，卻顯謙卑，處理事情較無主觀意識，完全尊重憂患深的意見。
- 登場:霹靂兵燹之問鼎天下第22集
- 退場:霹靂兵燹之問鼎天下第39集
- 武學：吟月八式「飛花奔月‧黜日拱月」

## 莫子篤
觀心六隱之一，個性淳厚篤實，身揹佩刀，為六隱當中唯一使用刀刃類兵器的武者，應憂患深之請而前往協助龠勝明巒，共同對抗胤天皇朝。
- 登場:霹靂兵燹之問鼎天下第34集

## 墨宗嗣
巧奪天工開物華，盤山繞水慕塵沙，飛光流轉滄江瀲，玉缺形遷終補瑕。
墨家僅存之血脈，集墨家傳承機關術之大成，思想、技術超乎常人，本身不會武學，卻以巧奪天工的超絕技術，製造出能與身體相互契合的養氣配件。為人風趣，愛廣播放送理念，不喜涉武林事，故僅以留聲機代表發言和機關協助十擘。
- 登場:霹靂戰元史之天競鏖鋒第17集
- 陣法:太乙四象陣(渾天、沌海、山行、地動)

## 魅生
緞君衡被流放絕境長城時，孤城不危所派予侍奉的婢女，負責照料靈狩大人的生活起居。女僕裝扮，常會配合緞君衡答腔作戲，但又不時吐槽，主僕互動趣味橫生。
- 登場:霹靂戰元史之天競鏖鋒第6集
- 退場:霹靂戰元史之動機風雲第37集

## 牟尼上師
廬山煙雨，浙江塘潮，牟尼開釋。
登場於霹靂兵燹第21集，表面上是修行於定禪天的高僧，實際上已被冥界天獄聖主取代身份，在霹靂兵燹第45集死於一頁書的天龍吼之下。
稱號是殊勝天，定禪天得道高僧，與淨琉璃菩薩、聖彌陀並稱「橫三世」，但暗中已遭冥界天獄聖主取代，潛伏於正道，暗中圖謀不軌。在一頁書繼承四蓮之力後，表面上與淨琉璃菩薩負責監管一頁書對四蓮之力的使用，暗中牽制一頁書，以利冥界首領犴妖神、經天子對正道的攻勢，利用真正的牟尼上師對冷淊刀湛江雲的恩情，派他配合軍師四無君的謀略，冒稱王者之刀混淆世人目光。
在素還真和一頁書相繼負傷後，為取信於正道，牟尼上師正式表態入世，率先殺死天獄將領黑雪刀刀獨行，當一頁書指稱淨琉璃菩薩為天獄之主並出手殺之後，牟尼上師確信自己身份未曝光，在王者之刀冰川孤辰殺死金子陵後，為取得鬼陽六斬刈的控制權，示意王者之刀冰川孤辰自盡，順利掌握鬼陽六斬刈，之後和軍師四無君商議，為寄命於鬼陽六斬刈，決定殺素還真完成祭血的條件，儘管四無君認為不妥，牟尼上師仍堅持實行，四無君為防萬一親率大軍隨後押陣。
不料，正當牟尼上師手持鬼陽六斬刈要殺害素還真時，詐傷的素還真忽以天君絲偷襲，使鬼陽六斬刈脫手飛出，一頁書和淨琉璃同時出現揭破其天獄之主的身分，儘管牟尼上師以反禁制一頁書的四蓮之力試圖要求一頁書罷手棄戰，但一頁書卻強行突破禁制，以天龍吼擊斃牟尼上師。
- 武學:佛體邪魂、無明法相、鬼羅邪指、大悲．大慈．千佛手、邪天魔焰、虛空藏．五蓮閉鎖、御皇之氣、天冥絕式

## 鳴中孚
參龍駕浮騰九霄，玄雲肅野役魔妖，七行留命轉劫危，皇極辟邪真仙道。
皇極七行宮之主，一頭綠髮，臉帶傷疤，具有獨霸一方的不凡實力，與厲族之間存在著某種合作締約，因而委請水嫣柔、華鐘雄聯手設計七行宮機關，孰料事成後反遭迫害，水嫣柔更被逼殺逃至淚石林。
- 登場:霹靂戰元史之天競鏖鋒第22集
- 退場:霹靂俠影之轟動武林第29章
- 武學：百川九曲納雙極
- 陣法：太極七殺陣、三才陣「天為納‧地為奉‧人為柱‧三才為困」

## 明珠求瑕
過去是血榜殺手排名第三人，具有潔癖，因愛上女帝織語長心而自甘投身麾下，於霹靂神州III之天罪第45集登場，後在霹靂天啟第35集自願死在萬古長空劍下。 
善使一口六情劍與左手劍法，也是唯一自己公開名列血榜之人，不過想找他報仇的受害者卻早已悉數死在他劍下，過去和萬古長空一直是好友，曾於一次任務裡中了日盲族獨門劇毒圓月無二，是萬古長空拼力向族中懇求，方蒙聖女贈下解藥，因而自覺欠他一份人情。
蘇苓將被前來報復的煉霄元君的逆八陣打傷的萬古長空，送至浪眉山向明珠求瑕求助時，明珠求瑕率先斬殺屬於太史侯一派的冕夫子，用他的首級和東方羿交易，讓饒悲風去醫好萬古長空，而明珠求瑕也受東方羿要求負責斬殺女帝織語長心，首先便刺殺重創好友的煉霄元君，然而卻在潛入朱雀殿時意外遇見和死國之神交易得無暇容貌的織語長心，使明珠求瑕一見傾心，不惜投身於朱雀殿，任憑女帝驅使，
投入朱雀殿後，明珠求瑕先是殺死大紅袍，又在朱雀殿和日盲族敵對時，參與對釋女華和萬古長空的連環殺陣，親手殺死了摯友萬古長空。並在朱雀殿與學海無涯開戰，玉陽君大敗於千葉傳奇之手後，出手替他擋下東方羿的致命一箭。後在萬古長空欲殺不見荷時，將葉小釵找來相救，且於織語長心欲殺不見荷時，奉命對上三百年前的劍界傳奇九州一劍知，明珠求瑕不敵，戰敗後自廢左手離開，同時在回到朱雀殿後被織語長心罵作廢物趕走。
離開朱雀殿後，明珠求瑕日夜買醉沉淪，直到被沉劍古院三院主雨瀟瀟將他帶回沉劍古院照顧，但織語長心卻不打算放過明珠求瑕，又派出東風怒雪追殺他跟雨瀟瀟對，最後明珠求瑕憤而使出右手劍逼退東風怒雪，令織語長心生出再利用明珠求瑕的念頭，現身在明珠求瑕面前，要求他拿雨瀟瀟開刀，明珠求瑕看在雨瀟瀟曾經救他的份上，一道劍氣讓雨瀟瀟陷入假死，首肯回到朱雀殿。 
由於織語長心意圖幫助葉小釵奪得天劍，明珠求瑕又被她派往參加六銖衣舉辦的天劍之爭，但在第一輪中便對上重生的好友萬古長空，儘管明珠求瑕用出右手劍的真正實力，依然不敵恢復完全戰力的萬古長空，萬古長空本欲罷手，但自覺一生蒙塵的明珠求瑕決意求死，挺身讓魔劍創世穿透身體而亡。

## 漠刀絕塵
於《霹靂天啟》第32集登場，為御天五龍之一的紫芒星痕
最後於《霹靂震寰宇之兵甲龍痕》第31集護送雅狄王遺書至殺戮碎島途中，被火宅佛獄守護者迦陵重傷，在與天刀笑劍鈍到達殺戮碎島後傷重不治。
- 武學:狂沙捲暴、貫天千迴影、迴旋天斷刀無痕、漠風狂斬、逆刀迴旋、皇刀御天、荒漠沙風、狂濤怒潮、狂殺風暴、絕刀怒風鳴
- 陣法:逆轉迴生

## 魔王子
本名「凝淵」。在霹靂經武紀之梟皇論戰第1集中，被其父咒世主解封印後正式登場，為火宅佛獄的繼任王者，魔王子是霹靂經武紀之梟皇論戰中，最恐怖、最難測度，也是最狂妄的存在。魔王子的自我中心和黑色幽默比起香帥和閻羅王有過之而無不及，絕對的信惡主義、黑暗哲學和離經叛道的代表。劍之初曾說過，他是一位巧於言辭的人，深深掌握人性的矛盾，視道德規範於無物。無衣師尹也曾評論過魔王子，他更大的興趣，在於玩弄人性。他要的不是武力上的勝利，而是全面性摧毀人之信念，讓人自內而外的崩毀。於霹靂兵燹之聖魔戰印第一集，敗於劍之初與慕容情的合招後，與副體赤睛一同墜落岩漿，生死不明。
「魔王子」在四魌界•火宅佛獄，被視為禁忌之名，因為被其父咒世主認定有危害火宅佛獄利益的原因，而被咒世主長期封印在蛹眠之間。但在火宅佛獄遭受集境大軍痛擊，以及殺戮碎島臨陣背叛後，咒世主不得不在臨死前，解放魔王子，以解救火宅佛獄的危機。
經常以偏邪的方式曲解平常人習以為常的道理，藉此使敵人產生動搖。以父親的辭世為由而背上了復仇之路，進而對中原苦境、殺戮碎島進行侵略，甚至消滅了霓羽族。
由於作風詭異，讓人難以捉摸的關係，慈光之塔的無衣師尹便以「異端」形容此人的風格。
- 登場:霹靂經武紀之梟皇論戰第1集
- 退場:霹靂兵燹之聖魔戰印第1集
- 武學:火獄魔燄、焚世魔炎、九煉妖邪、蛾空邪火、魔火噬原、焚世邪焰、蛾龍天劫、殺世蛾風、魔火燎原

## 墨塵音
墨塵音出身道境，玄宗四奇之一，琴劍雙修，是名談吐風趣、令人如沐春風的先天高人。與赭杉軍不僅是同修，更是生死之交。封雲山一役後揹著身中雙生血咒、即將入魔的赭杉軍衝出重圍，一路躲避魔兵追殺，終於將其安置在混沌巖池。多年來周遊各地找尋種種醫治的方法，直到幫助了千流影之後，才憑藉其玄日瞳、誤打誤撞有了好的結果。
性格仁厚，面對魔物會先給予悔改的機會，勸告無效下才將其昇華。與赭杉軍皆同樣自責不夠體諒雙同修的心情，才導致悲痛的結局；將金鎏影、紫荊衣的殘靈引回，化解赭杉軍心結，使四奇重歸於友。
個性堅毅，不到最後決不放棄；更不惜自我犧牲、豁命守住關口，只求爭取時間、換得紫霞之濤與素還真、葉小釵靈識的平安回歸。雖然他終究倒下了，但是未曾後悔，因為他始終明白，在他的身後，仍有一名他最可以信賴的接續者。
- 登場:霹靂開疆紀第36集
- 退場:霹靂神州第27集

武學:道音十界、墨曲一出淨世塵、道曲十弦、墨塵破魔、墨曲斬邪‧刑無赦、道塵十界、天地玄黃‧陰陽妙法‧真極烈燄、天地玄黃‧陰陽妙法‧真極剛燄、化天地陰陽‧轉定一乾坤‧玄宗祕式‧古陽聖威、玄天極、烈陽極

## 名戰
名戰是出身北域劍術世家的少年，因為東方鼎立有意謀奪名家劍法，屠殺名家上下三百口，為了奪得名家劍法最後一式故意放名戰一馬，並威脅他前去向葉小釵拜師，以窺探葉小釵劍法跟刀法。
期間在東方鼎立的配合下，故意偽作如同和葉小釵相若的身世，東方鼎立模仿一劍萬生，只要名戰拜師便殺其師，最後在北極天朝遺孤速寒影的指點下名戰終於取得前往琉璃仙境向葉小釵拜師的理由。
在學藝之時葉小釵無微不至的照顧使名戰大受感動，葉小釵甚至出面替他向絕鳴子求來一副刀劍，使他良心過意不去，在練成葉小釵所傳武藝及名家劍法收劍式後，私下前往向東方鼎立挑戰，不敵被殺首級被丟入斷仇谷，名家劍法也被東方鼎立學全，創出狂照無垠一招。
- 登場:霹靂皇朝之龍城聖影第39集
- 退場:霹靂劍蹤第15集
- 武學:捨刀劍得、立劍求刀、名家劍法

## 末日驕陽
末日驕陽是被鐵族所囚禁的狂人，鐘意魔劍創世，殘忍好殺、善用心機。於霹靂天啟第16集登場，後在霹靂天啟第48集，被萬古長空所殺。
末日驕陽當年被魔劍創世認主，後被鐵族囚禁在炎山鎖劍磐，與魔劍創世同為鐵族封印的一魔一劍，魔是創世、劍卻用來形容末日驕陽，其人性格乖戾、冷殘好殺，直到千葉傳奇取走魔劍創世，導致魔力回衝，間接使末日驕陽解脫禁錮。方重見天日便殺了鐵族派在炎山看守的異獸重黎，取出鐵族留在牠身上的寶劍傾城之戀，然後在刑道者要殺死地妖魎時出手相救，自稱是地妖魎大哥為其出頭，出手殺死刑道者，讓地妖魎替他在武林中找尋魔劍創世的消息。
後於六銖衣開啟金榜天劍之爭十四人名單時，末日驕陽亦名列其中，在初賽裡先是裝弱，誘使良善的問劍孤鳴收斂三分功力，趁機一舉襲殺取勝，令問劍孤鳴的朋友不二做大感不滿，但在第二輪中，末日驕陽遇上的對手就是擁有魔劍創世的萬古長空，本來萬古長空實力不下末日驕陽，甚至傾城之戀亦被斷，但末日驕陽憑著對魔劍創世的熟悉，將魔氣回灌入創世，令創世脫離萬古長空手中，反將一軍取勝。
天劍之爭第三輪中，末日驕陽對上手持眾神之默的九州一劍知，由於冰山地形對末日驕陽有利，可與冰屬性的魔劍創世相得益彰，加上眾神之默尚未開鋒，只有七成威力，因此九州一劍知不敵落敗。可是在終賽對上葉小釵時，雖然末日驕陽穩佔上風，但天劍先一步選擇葉小釵為主，反被將近昏迷的葉小釵一劍劈成重傷，遭六銖衣判定落敗。
在末日驕陽傷癒後，得太學主襄助邪刀末日神話的萬古長空為雪恥找上他再度挑戰，沒料到萬古長空早在天劍之爭時便看破了末日驕陽的劍法，並依樣畫葫蘆用同樣的手法把魔劍創世的魔氣洩出，創世當場被萬古長空奪回，反手一劍即將末日驕陽立時刺殺。
- 登場:霹靂天啟第16集
- 退場:霹靂天啟第48集
- 武學:烈陽皓日、末日天判、五陽燎原、七陽燎海、十陽焚天
- 咒術:破•極•逆•合
- 武器
  - 1.傾城之戀：鐵族五位劍師合鑄的利器，插在異獸重黎身上，可使其兇性收斂變得溫馴懦弱。
  - 2.魔劍創世：死神傳與鐵族的作品，讓鐵族用練之菁耗費百年光陰鑄成，具有瞬間逆炎流成冰雪的特性。

## 莫滄桑
風雨亭中避風雨，蒼泊市街蒼泊人，落拓莫問落拓事，一片飄萍一片心。
寂寞侯木雕所刻之恩人，外表宛若貴婦般高雅的江湖俠女，性情冷然且少言，茫茫白霧中冷淡的言詞，道盡一切滄桑。身手不凡，披風中按藏七柄飛刀，行俠仗義，與阿鼻地獄島之主聖閻羅結為夫妻。曾於武藝初成之時解救年幼的寂寞侯,甫出場就對上欲殺寂寞侯的六禍蒼龍,並表示自己並不贊同寂寞侯天下禁武的政策。之後淡出武林,到了棄天降世,莫滄桑一上雲渡山了解神州崩壞的情況,卻不幸遇到棄天帝突襲雲渡山,莫滄桑與赭衫軍、伯藏主、四非凡人、愁落暗塵共抗滅世神威,無奈人難勝天,五人縱有超群武藝卻仍難撼動棄天帝半分,一陣混亂之後,棄天帝展開反攻,棄天帝手一揚掌一動,莫滄桑被自己的飛刀貫胸而亡。
- 登場:霹靂皇朝之鍘龑史第19集
- 退場:霹靂神州III之天罪第3集
- 武學:七曜裂天穹